# هلن بلیزارد
هلن بلیزارد (انگلیسی: Helen Bleazard؛ زادهٔ ۱۴ اوت ۱۹۹۰) بازیکن فوتبال اهل بریتانیا است.
از باشگاه‌هایی که در آن بازی کرده‌است می‌توان به باشگاه فوتبال زنان چلسی اشاره کرد.
وی همچنین در تیم ملی فوتبال زنان ولز بازی کرده‌است.